# Municipio de Hallock (Illinois)
El municipio de Hallock (en inglés: Hallock Township) es una subdivisión administrativa del condado de Peoria, Illinois, Estados Unidos. Según el censo de 2020, tiene una población de 1588 habitantes.

## Geografía
Está ubicado en las coordenadas 40°55′47″N 89°34′54″O / 40.92972, -89.58167 (40.929717, -89.581638). Según la Oficina del Censo de los Estados Unidos, tiene una superficie total de 93.57 km², de la cual 93.48 km² corresponden a tierra firme y 0.09 km² es agua.

## Demografía
Según el censo de 2020, hay 1588 personas residiendo en la zona. La densidad de población es de 16.99 hab./km². El 94.14 % son blancos, el 0.50 % son afroamericanos, el 0.19 % son amerindios, el 0.50 % son asiáticos, el 0.13% son isleños del Pacífico, el 0,31 % son de otras razas y el 4.22 % son de una mezcla de razas. Del total de la población, el 1.26 % son hispanos o latinos de cualquier raza.